# Kim Schmidt

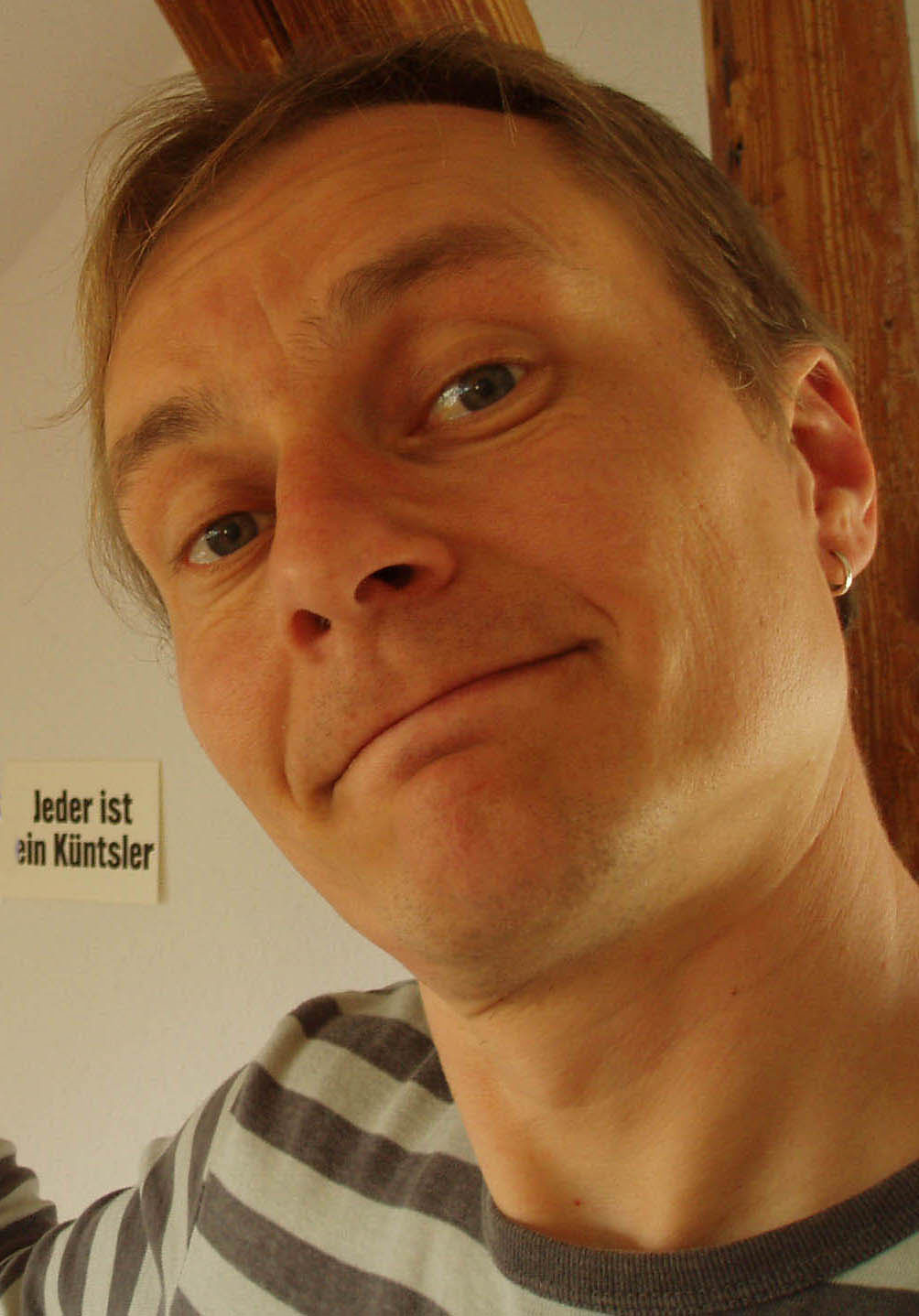
Kim Schmidt (2010)

Kim Schmidt (* 16. Mai 1965 in Flensburg) ist ein deutscher Comiczeichner und Cartoonist.

## Werke
1983 begann das wöchentlich erscheinende Flensburger Anzeigenblatt Moin Moin mit der Veröffentlichung von Schmidts Comicstrip Öde. Von dieser Serie um einen Faulenzer und später seine skurrile Oma erschienen bis zum Dezember 2015 circa 1.400 Folgen und fünf Sammelbände. 2017 erschien mit Das war Öde. Comics von 1983–2015 ein Gesamtband der Serie. Auch im Flensburger Tageblatt ist Schmidt wöchentlich mit Karikaturen zur Flensburger Lokalpolitik vertreten. Seit 1996 erscheint in allen 18 regionalen Ausgaben des sh:z wöchentlich die Tier-Cartoonserie Local Heroes, die auch in 16 Sammelbänden im Flying Kiwi Verlag erschienen sind, den Schmidt 1988 mit Jens Junge gegründet hat. Schmidt veröffentlichte darüber hinaus bei Carlsen, Tokyopop und Achterbahn. Seine erste Veröffentlichung bei Carlsen war Unser Schumi, eine Satire auf dem Rummel um Michael Schumacher, mit Lutz Mathesdorf als Autor. Es folgte ein Abenteuercomic über die Jugend von Klaus Störtebeker, geschrieben von Patrick Wirbeleit, und die Cartoonserie Märchenprinzen über Frösche und Prinzessinnen. Für Tokyopop zeichnete er den zweibändigen Comic Kleiner Thor im Mangaformat, ebenfalls nach Texten von Wirbeleit. Cartoon-Landkarten von Schmidt sind bereits für alle deutschen Bundesländer (außer Sachsen) erhältlich, dabei wurden Landkarten mit lokalen Besonderheiten und verballhornten Städtenamen (z. B. „Kokshaufen“ für Cuxhaven oder „Humbug“ für Hamburg) gezeichnet. Daneben erstellte er auch Buchillustrationen, unter anderem für Die drei ??? Kids oder für Rüdiger Nehberg, z. B. bei Erlebte Geschichten.
Kim Schmidt lebt in Dollerup, einer Gemeinde in der schleswig-holsteinischen Region Angeln. Er spielt Gitarre und hat ein Lied gegen den Wildschutzzaun an der dänischen Grenze geschrieben.
2020 erhielt er den Förderfuchs Preis des Arbeitgeberverbandes Flensburg.

### Comiczeichenkurs
Eine weitere Arbeit von Schmidt ist der Comiczeichenkurs in drei Bänden, in dessen Folge bereits zwei Bücher veröffentlicht wurden (Ganz großes Kino und Das Liebe Buch). Das dazugehörige Forum hat 2006 den ICOM Independent Comic Preis in der Kategorie Sonderpreis der Jury für eine besondere Leistung oder Publikation gewonnen.

## Veröffentlichungen (Auswahl)

### Öde
- Das war Öde. Comics von 1983-2015. Flying Kiwi Verlag, Flensburg 2017, ISBN 978-3-940989-33-8.
  - Öde Zeiten. Flying Kiwi Verlag, Harrislee / Bonn / München 1988, ISBN 3-926055-01-4.
  - Öde on the road. 1. Auflage. Flying-Kiwi-Verlag, Glücksburg 1997, ISBN 3-926055-09-X.
  - Der neue große Öde-Sammelband. 2. Auflage. Flying Kiwi Verlag, Flensburg 1998, ISBN 3-926055-08-1.
  - Öde – Hart an der Grenze. 1. Auflage. Flying Kiwi Verlag, Flensburg 1999, ISBN 3-926055-19-7.
  - Happy Birthday, Öde! 1. Auflage. Öde Band 5. Flying Kiwi Verlag, Flensburg 2002, ISBN 3-926055-60-X.

### Local Heroes
- Local Heroes. Band 1: Neues aus Hedwig-Holzbein. Flying Kiwi, 1998, ISBN 3-926055-10-3.
- Local Heroes. Band 2: Muuuh! Flying Kiwi, 1999, ISBN 3-926055-15-4.
- Local Heroes. Band 3: Die Jahrhundertstory. Flying Kiwi, 2000, ISBN 3-926055-24-3.
- Local Heroes. Band 4: Moin! Flying Kiwi, 2000, ISBN 3-926055-30-8.
- Local Heroes. Band 5: Zeichensprache. Flying Kiwi, 2001, ISBN 3-926055-57-X.
- Local Heroes. Band 6: Alarm in Güllerup. Flying Kiwi, 2003, ISBN 3-926055-69-3.
- Local Heroes. Band 7: Urlaub auf dem Bauernhof. Flying Kiwi, 2004, ISBN 3-926055-76-6.
- Local Heroes. Band 8: Land unter. Flying Kiwi, 2006, ISBN 3-926055-87-1.
- Local Heroes. Band 9: Hühnerkram. Flying Kiwi, 2007, ISBN 978-3-926055-90-3.
- Local Heroes. Band 10: Schwarzbunt. Flying Kiwi, 2008, ISBN 978-3-926055-98-9.
- Local Heroes. Band 11: Regional-Liga. Flying Kiwi, 2009, ISBN 978-3-940989-00-0.
- Local Heroes. Band 12: Alles Bio. Flying Kiwi, 2010, ISBN 978-3-940989-02-4.
- Local Heroes. Band 13: www.landleben.sh, Flying Kiwi, 2011, ISBN 978-3-940989-04-8.
- Local Heroes. Band 14: Seitenwind. Flying Kiwi, 2012, ISBN 978-3-940989-11-6.
- Local Heroes. Band 15: Land der Horizonte. Flying Kiwi, 2013, ISBN 978-3-940989-13-0.
- Local Heroes. Band 16: Selvieh. Flying Kiwi, 2014, ISBN 978-3-940989-21-5.
- Local Heroes. Band 17: Gartenfreunde. Flying Kiwi, 2016, ISBN 978-3-940989-31-4.
- Local Heroes. Band 18: Küstenstriche. Flying Kiwi, 2017, ISBN 978-3-940989-34-5.
- Local Heroes. Band 19: Landeier. Flying Kiwi, 2018, ISBN 978-3-940989-35-2.
- Local Heroes. Band 20: Wat muht, dat muht. Flying Kiwi, 2019, ISBN 978-3-940989-38-3.
- Local Heroes. Band 21: Halb so wild. Flying Kiwi, 2021, ISBN 978-3-940989-38-3.
- Local Heroes. Band 22: Meer geht immer. Flying Kiwi, 2022, ISBN 978-3-940989-52-9.
- Local Heroes. Band 23: Netzfund. Flying Kiwi, 2023, ISBN 978-3940989-54-3.
- Local Heroes. Band 24: Lokalrunde. Flying Kiwi, 2024, ISBN 978-3-940989-57-4

### Local Heroes Sonderbände
- Local Heroes. …snååke frasch. Flying Kiwi, 2005, ISBN 3-926055-83-9. (Friesisch)
- Local Heroes. …schnacken Platt. Flying Kiwi, 2005, ISBN 3-926055-81-2. (Plattdeutsch)
- Local Heroes. …sprechen deutsch. Flying Kiwi, 2005, ISBN 3-926055-80-4. (Deutsch)
- Local Heroes. Plattdeutsch 2. Flying Kiwi, 2012, ISBN 978-3-940989-07-9. (Plattdeutsch)
- Local Heroes. WOA Heroes – Schneller, härter, lauter! Flying Kiwi, 2014, ISBN 978-3-940989-16-1.
- Local Heroes. Schweinegeil Erotik Spezial. Flying Kiwi, 2015, ISBN 978-3-940989-25-3.
- Local Heroes. Urlaubsland Waterkant. Flying Kiwi, 2016, ISBN 978-3-940989-43-7.
- Local Heroes. Fröhliche Schweihnachten. Flying Kiwi, ISBN 978-3-940989-28-4.
- Local Heroes. Public Muhing. Flying Kiwi, 2021, ISBN 978-3-940989-30-7.

### Cartoon-Landkarten
- Cartoon-Landkarte Deutschland. Flying Kiwi, ISBN 3-926055-32-4.
- Cartoon-Landkarte Nordfriesische Inselwelt. Flying Kiwi, ISBN 978-3-926055-71-2.
- Cartoon-Landkarte Hedwig-Holzbein. Flying Kiwi, ISBN 978-3-926055-33-0.
- Cartoon-Landkarte Hanslstadt Humbug. Flying Kiwi, ISBN 978-3-926055-49-1.
- Cartoon-Landkarte Niedersacksen. Flying Kiwi, ISBN 3-926055-42-1.
- Cartoon-Landkarte McLenburg-Vorpommern. Flying Kiwi, ISBN 3-926055-41-3.
- Cartoon-Landkarte Sacksen-Anstalt. Flying Kiwi, ISBN 3-926055-51-0.
- Cartoon-Landkarte Randenburg. Flying Kiwi, ISBN 3-926055-35-9.
- Cartoon-Landkarte Laberlin. Flying Kiwi, ISBN 3-926055-40-5.
- Cartoon-Landkarte Nordrhein-Vandalen. Flying Kiwi, ISBN 3-926055-37-5.
- Cartoon-Landkarte Hässen. Flying Kiwi, ISBN 3-926055-43-X.
- Cartoon-Landkarte Tieringen. Flying Kiwi, ISBN 3-926055-52-9.
- Cartoon-Landkarte Blahden-Württemberg. Flying Kiwi, ISBN 3-926055-36-7.
- Cartoon-Landkarte Freistaat Blayern. Flying Kiwi, ISBN 3-926055-34-0.

### Weitere Veröffentlichungen
- Schronz. Comics wie Du & Ich. Flying Kiwi Verlag 1994, ISBN 3-926055-06-5.
- Der fliegende Leuchtturm. Flying Kiwi Media, 2001, ISBN 3-926055-44-8.
- De fleegende Lüchttorn. (Übersetzung ins Plattdeutsche von Renate Delfs) Flying Kiwi Media, 2001, ISBN 3-926055-45-6.
- Comiczeichenkurs. Carlsen Verlag, 2003, ISBN 3-551-76825-0.
- Comic-Figuren zeichen – Step by Step. Carlsen Verlag, 2005, ISBN 3-551-76834-X.
- Kims Comiczeichenkurs Workbook. Carlsen Verlag, 2010, ISBN 978-3-551-76866-7.
- Märchenprinzen. Carlsen Verlag, 2006, ISBN 3-551-68005-1.
- Küss mich, du Märchenprinz. Carlsen Verlag, 2008, ISBN 978-3-551-68006-8.
- Kleiner Thor. Band 1 (Text: Patrick Wirbeleit) Tokyopop, 2007, ISBN 978-3-86719-029-9.
- Kleiner Thor. Band 2 (Text: Patrick Wirbeleit) Tokyopop, 2008, ISBN 978-3-86719-030-5.
- Störtebeker. (Text: Patrick Wirbeleit), Carlsen Verlag, 2004, ISBN 3-551-77531-1.
- Die drei ??? Kids – Strandpiraten. (Text: Ulf Blanck) Kosmos-Verlag, 2014, ISBN 978-3-440-12633-2.
- Die drei ??? Kids – Diamantenraub. (Text: Boris Pfeiffer) Kosmos-Verlag, 2019, ISBN 978-3-440-15829-6.
- Gorm Grimm. (Text: Patrick Wirbeleit) Kibitz Verlag, 2021, ISBN 978-3-948690-06-9.
- Gorm Grimm 2: Lesen, schreiben, hämmern. (Text: Patrick Wirbeleit) Kibitz Verlag, 2021, ISBN 978-3-948690-15-1
- Gorm Grimm 3: Jäger, Zocker, Stubenhocker. (Text: Patrick Wirbeleit) Kibitz Verlag, 2023, ISBN 978-3-948690-21-2